# Warner Music France
Warner Music France (también llamada WM France o WMF) es la extensión francesa de la compañía discográfica Warner Music Group, fue introducida en Francia en 1971.

## Historia
Warner Music France se fundó en 1971, cuando se crearon las filiales europeas de Warner Music. En Francia, el grupo unió fuerzas con Daniel Filipacchi bajo la dirección de Bernard de Bosson y firmó contratos con sus primeros artistas franceses, entre ellos Michel Berger, France Gall, Françoise Hardy, Véronique Sanson y Michel Jonasz.
Hasta 2003, año de su muerte, Yan-Philippe Blanc fue el director general de Warner Music France. Su sucesor es Thierry Chassagne, ex director general de Epic Records, filial de Sony (1999-2002), luego presidente del sello que fundó: Up Music (2002-2004).
Thierry Chassagne fue el productor de Johnny Hallyday durante doce años y produjo su último álbum Mon pays c'est l'amour. Es presidente de la sociedad civil de productores fonográficos (SCPP) desde abril de 2016. Thierry Chassagne fue nombrado caballero de la Orden Nacional del Mérito en mayo de 2016.
Para responder a los cambios del mercado musical, Warner Music France abrió en 2007 una división 360° para ampliar y diversificar el conjunto de oportunidades que pretende ofrecer a sus artistas. Warner 360 está destinado a licencias, comercialización, primas, sincronización, contenido de vídeo, patrocinios, exhibiciones y asociaciones de marcas.
Siguiendo una estrategia de 360°, Warner Music France compró la productora Jean-Claude Camus Productions (convertida desde entonces en Décibels Productions) en 2008 y luego compró Turner Nous Productions en 2010.
En 2013, tras la adquisición de Parlophone Label Group y las filiales europeas de EMI por parte de Warner Music Group, Warner Music France adquirió Parlophone Music France.
Warner Music France se compone ahora de tres sellos locales: Parlophone, Rec.118 y Elektra, además de un sello internacional WEA .
En octubre de 2016, Warner Music France vende el Turner Nous Productions a Live Nation.

## Artistas
Lista de artistas y bandas dentro del grupo de Warner Music France.
- Air
- Anis
- Arsenik
- Aya Nakamura
- BB Brunes
- Bensé
- Camille
- Canardo
- Dany Brillant
- Fally Ipupa
- Gambi
- Hamza
- Hindi Zahra
- Indochine
- Jean-Louis Aubert
- Michel Jonasz
- Moha La Squale
- Nicolas Peyrac
- Orelsan
- Quatuor Ébène
- Sch
- Shy’m
- Ninho
- Zikxo